# Dos de Abril megye
Dos de Abril egy megye Argentínában, Chaco tartományban. A megye székhelye Hermoso Campo. A megye nevét („április másodika”) a Falkland-szigeteki háború 1982. április 2-i kezdőnapjáról kapta.

## Települések
A megye egyetlen nagyobb településből (Localidades) áll:
- Hermoso Campo

Kisebb települései (Parajes):